# أحمد عبد الله الأحمد الصباح
الشيخ أحمد عبد الله الأحمد الصباح (مواليد 5 سبتمبر 1952) اقتصادي كويتي، رئيس مجلس الوزراء منذ 15 أبريل 2024. وهو الإبن الخامس للشيخ عبد الله الأحمد الجابر الصباح من زوجته سبيكة إبراهيم المضف.

## دراسته
- تلقى علومه الأولية في المدرسة الشرقية في الكويت، وأكمل بعدها علومه في المدرسة الداخلية الأمريكية في لبنان.[2]
- دراسته الجامعية كانت في جامعة إلينوي في شيكاغو في الولايات المتحدة، حيث درس تخصص تمويل البنوك والاستثمارات وتخرج عام 1976.[2][2]

## حياته العملية
- بعد تخرجه عمل في المركز المالي الكويتي حتى عام 1978، وانتقل بعدها إلى البنك المركزي واستمر به حتى عام 1987 وكان وقتها يشغل منصب مدير إدارة الرقابة المصرفية.[2][2]
- في عام 1987 شغل منصب رئيس مجلس إدارة بنك برقان، واستمر به حتى عام 1998.[2]
- وفي 13 يوليو 1999 صدر مرسوم بتشكيل الحكومة حيث عُين وزيرًا للمالية ووزيرًا للمواصلات[2]، وكان هذا أول منصب وزاري يتولاه.
- وفي 14 فبراير 2001 صدر مرسوم بتشكيل الحكومة حيث عُين وزيرًا للمواصلات [3]
- وفي 14 يوليو 2003 صدر مرسوم بتشكيل الحكومة حيث عُين وزيرًا للمواصلات ووزيرًا للتخطيط ووزير دولة لشؤون التنمية الإدارية.[4]
- وفي 15 يونيو 2005 صدر مرسوم بتعديل وزاري حيث عُين وزيرًا للمواصلات ووزيرًا للصحة.[2][5]
- وفي 9 فبراير 2006 صدر مرسوم بتشكيل الحكومة حيث عُين وزيرًا للصحة[6] وفي 10 يوليو 2006 أعيد تعيينه وزيرًا للصحة في مرسوم تشكيل الحكومة.[7] وفي 19 فبراير 2007 قدم إليه استجواب من عدد من أعضاء مجلس الأمة بسبب عدد من القضايا [8] وتقرر تقديم طلب طرح ثقه فيه[9]، فقامت الحكومة بتقديم استقالتها في 4 مارس 2007[10]، ورفض العودة إلى الحكومة التي تلتها في أي منصب وزاري آخر.
- وفي 9 فبراير 2009 صدر مرسوم بتعيينه وزيرًا للنفط. [11] [12]
- وفي 29 مايو 2009 صدر مرسوم بتشكيل الحكومة حيث عُين وزيرًا للنفط ووزيرًا للإعلام [13] وذلك بعد انتخابات مجلس الأمة التي أجريت بتاريخ 16 مايو 2009 وشغل المنصب حتى 8 مايو 2011 عندما شكلت حكومة جديدة ولم يكن ضمن الوزراء فيها.[14]
- وفي 21 سبتمبر 2021 صدر مرسوم بتعيينه رئيسًا لديوان سمو ولي العهد بدرجة وزير لمدة أربع سنوات وشغل المنصب حتى توليه رئاسة مجلس الوزراء. [15]

## رئاسة الوزراء
في يوم الإثنين 15 أبريل 2024 أصدر الشيخ مشعل الأحمد الصباح أمير دولة الكويت أمرًا أميريًا بتعيينه رئيساً لمجلس الوزراء وتكليفه بترشيح أعضاء الحكومة الجديدة  وذلك بعد استقالة الحكومة السابقة برئاسة الشيخ الدكتور محمد صباح السالم الصباح في يوم الأحد 7 أبريل 2024  واعتذار الشيخ محمد صباح السالم عن ترؤس الحكومة الجديدة  وفي يوم الأحد 12 مايو 2024 صدر مرسوم أميرياً بتشكيل الحكومة برئاسته.

### الحكومات التي ترأسها الشيخ أحمد العبد الله
|   | الحكومة                          | الفترة       | الفترة   |
| - | -------------------------------- | ------------ | -------- |
| 1 | مجلس الوزراء الكويتي (مايو 2024) | 12 مايو 2024 | حتى الآن |

## نائب الأمير
في يوم الأحد 21 أبريل 2024 أصدر الشيخ مشعل الأحمد الصباح أمير دولة الكويت أمرًا أميريًا بتعيينه نائباً للأمير طوال فترات غياب الأمير عن البلاد وذلك بصفة مؤقتة لحين تعيين ولي العهد، ووفقاً للأمر الأميري يتولى الشيخ أحمد العبد الله الأحمد منصب نائب الأمير فقط في حال غياب الأمير عن البلاد، حيث يتوقف أثناء توليه منصب نائب الأمير عن ممارسة مهامه كرئيس لمجلس الوزراء وأما في حال وجود الأمير في البلاد فيمارس مهامه الاعتيادية كرئيس لمجلس الوزراء.
وأدى الشيخ أحمد العبد الله اليمين الدستورية نائباً للأمير في نفس اليوم أمام الأمير.

## عائلته
متزوج من منى عبد الله مشاري الكليب، ولديهما:
- الشيخة سبيكة ولديها أحمد وضرار.
- الشيخة فاطمة ولديها منصور وغزلان ومتعب.
- الشيخ عبد الله ولديه أحمد وبندر.